# Trifolium polyphyllum
Trifolium polyphyllum är en ärtväxtart som först beskrevs av Carl Anton von Meyer, och fick sitt nu gällande namn av I.Ja. Latschaschvili. Trifolium polyphyllum ingår i släktet klövrar, och familjen ärtväxter. Inga underarter finns listade i Catalogue of Life.